# Pico Rocigalgo
El Pico Rocigalgo o Corocho de Rocigalgo es una montaña de la península ibérica, perteneciente a la cordillera de los Montes de Toledo. Con una altitud de 1448 m sobre el nivel del mar, se trata de la cumbre más elevada de la provincia española de Toledo. Está ubicada en el término municipal de Los Navalucillos, dentro del parque nacional de Cabañeros. 

## Flora y fauna
Lo rodea un paraje de bosque mediterráneo donde predomina la encina, el álamo y el roble melojo, con sotobosque arbustivo de jara pringosa, retama y helecho. A mayor altitud se imponen los prados y las rocas graníticas.
El animal más abundante en las laderas del monte es el ciervo, aunque también destacan el jabalí, el corzo y gran cantidad de aves rapaces, algunas como la protegida águila imperial ibérica nidifica aquí.

## Clima
El clima del Rocigalgo es mediterráneo continental, aunque tiene una ligera tendencia al clima de alta montaña.
Las precipitaciones están bien repartidas todo el año, excepto en verano (más frecuentes las tormentas) cuando son casi inexistentes. Se dan entre 3 y 5 nevadas durante el invierno, aunque debido a su escasa altitud la nieve precipitada no es permanente.

## Ascensión
La ascensión al Rocigalgo es de dificultad media y se realiza en unas tres horas aproximadamente (solo ida). El recorrido sigue la Ruta del Chorro, parte de los principales itinerarios senderistas del parque nacional de Cabañeros. La subida a la cumbre tiene un total de 17,4 km, incluyendo ida y vuelta.

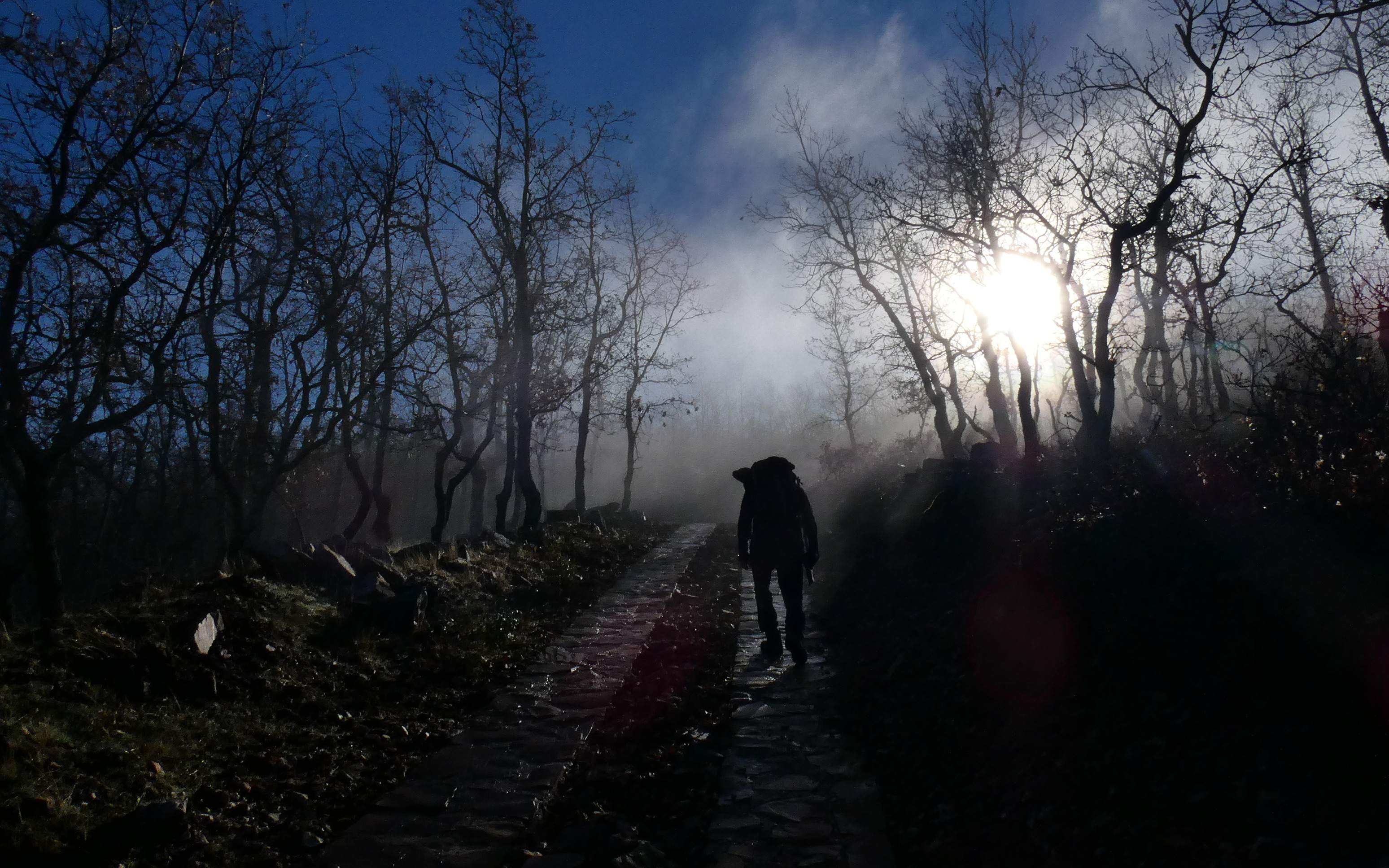
Ascensión al Rocigalgo

Su principal importancia geográfica radica en que este es el techo de la provincia de Toledo y una de las mayores alturas de los Montes de Toledo, superado solo por el Pico Villuercas, en la provincia de Cáceres.
La ascensión tiene un desnivel de 750 m, en una ruta con 'balcones' naturales que permiten contemplar el valle que se extiende en sus faldas. El tramo de mayor dificultad es el conocido como "Las Cornisas", un farallón rocoso que se supera por una faja aérea cuyos tramos más delicados están equipados con una cadena quitamiedos, por seguridad cuando las rocas están húmedas por lluvia o nieblas. El camino continúa después por un robledal muy tupido antes de salir a la cumbre. 
La cima del Rocigalgo es amplia y despejada. El vértice geodésico se encuentra en una de las crestas de cuarcita que coronan la cumbre. Desde el Pico Rocigalgo se puede vislumbrar la zona baja de la raña del parque nacional hacia el sur y la vega del Tajo con la sierra de Gredos de fondo, al norte.